# (11869) 1989 TS2
(11869) 1989 TS2 est un astéroïde troyen de Jupiter de 26,794 km de diamètre découvert en 1989.

## Description
(11869) 1989 TS2 a été découvert le 3 octobre 1989 à l'observatoire interaméricain du Cerro Tololo, un observatoire astronomique professionnel situé dans le désert d'Atacama, au nord du Chili, par Schelte J. Bus.

### Caractéristiques orbitales
L'orbite de cet astéroïde est caractérisée par un demi-grand axe de 5,24 UA, un périhélie de 5,02 UA, une excentricité de 0,04 et une inclinaison de 11,30° par rapport à l'écliptique. Du fait de ces caractéristiques, à savoir un demi-grand axe compris entre 4,6 et 5,5 UA et un périhélie inférieur à 0,3 UA, il est classé, selon la JPL Small-Body Database, astéroïde troyen de Jupiter du camp troyen. Il est situé au point de Lagrange L5 du système Soleil-Jupiter.

### Caractéristiques physiques
(11869) 1989 TS2 a une magnitude absolue (H) de 11,5 et un albédo estimé à 0,068, ce qui permet de calculer un diamètre de 26,794 km. Ces résultats ont été obtenus grâce aux observations du Wide-field Infrared Survey Explorer (WISE), un télescope spatial américain mis en orbite en 2009 et observant l'ensemble du ciel dans l'infrarouge, et publiés en 2012 dans un article regroupant les caractéristiques de 478 astéroïdes troyens,.